# Patrick Casey
Pour les articles homonymes, voir Casey.
Patrick Casey est un scénariste, réalisateur, acteur et écrivain américain né le 19 décembre 1978 à Minneapolis. Il travaille fréquemment avec le scénariste Josh Miller. Il est principalement connu dans son pays natal pour être le créateur de la série d'animation Golan the Insatiable diffusée sur Fox en 2013 ainsi que comme scénariste du film Sonic, le film et de sa suite,. Il a également publié quelques livres.

## Filmographie
Sauf indication contraire, les informations mentionnées dans cette section peuvent être confirmées par la base de données cinématographiques IMDb,  présente dans la section « Liens externes ».

### Scénariste
- 2000 : The Movie from the Future de Josh Miller
- 2003 : Drôle de campus (National Lampoon Presents Dorm Daze) de David et Scott Hillenbrand
- 2003 : Hey, Stop Stabbing Me! de Josh Miller
- 2004 : Gamebox 1.0 de David et Scott Hillenbrand
- 2006 : National Lampoon's Dorm Daze 2 de David et Scott Hillenbrand
- 2009 : Transylmania de David et Scott Hillenbrand
- 2013 : Shotgun Wedding de Danny Roew
- 2013 : Sledgehammers at Dawn de Josh Miller
- 2013 : Bad Samaritans (série TV) - 3 épisodes
- 2013-2015 : Golan the Insatiable (série TV d'animation) - 12 épisodes
- 2015 : Team Hot Wheels: The Skills to Thrill (téléfilm d'animation) de Matt Danner
- 2016 : Les 12 jours sanglants de Noël ( 12 Deadly Days) (web-série) - 4 épisodes
- 2019 : Into the Dark (série TV) - 1 épisode
- 2020 : Sonic, le film (Sonic the Hedgehog) de Jeff Fowler
- 2022 : Sonic 2, le film (Sonic the Hedgehog 2) de Jeff Fowler
- 2022 : Yakuza de Chase Conley
- 2022 : Violent Night de Tommy Wirkola

### Producteur
- 2013 : Sledgehammers at Dawn de Josh Miller
- 2015 : Golan the Insatiable (série TV d'animation) - 6 épisodes
- 2016 : Les 12 jours sanglants de Noël ( 12 Deadly Days) (web-série) - 12 épisodes

### Autres
- 2016 : Les 12 jours sanglants de Noël (12 Deadly Days) (web-série) - 1 épisode (consultant)
- 2017 : Powerless (série TV) (consultant)